# Cochlianthus gracilis
Cochlianthus gracilis är en ärtväxtart som beskrevs av George Bentham. Cochlianthus gracilis ingår i släktet Cochlianthus, och familjen ärtväxter.

## Underarter
Arten delas in i följande underarter:
- C. g. brevipes
- C. g. gracilis